# Enhanced CD

Logotip/marca comercial oficial del disc compacte millorat

Enhanced CD, terme anglès abreujat E-CD (traduït com a CD Millorat), és un format de disc compacte (CD), que a més del contingut d'àudio digital pròpiament dit (CD de format CD-DA), emmagatzema dades pròpies del CD de format CD-ROM el que permet la reproducció de discos amb aquesta mena de format tant en dispositius reproductors de CD convencionals com en altres dispositius multimèdia del tipus reproductors de discos compactes interactius (CD-i), unitats de CD-ROM i de DVD-ROM en els quals el material afegit es pot mostrar.
El "CD Millorat" es refereix a qualsevol CD Àudio que conté dades de CD-ROM afegit.
El "CD Millorat" a vegades és denominat:
- CD-Extra
- CD-Plus
- CD multisessió estampada
- CD format Llibre Blau

## Especificacions
La majoria dels CD Àudio solament utilitzen al voltant de 60 minuts (quan en un CD és possible emmagatzemar 74 minuts d'àudio i fins i tot en alguns fins a 80 minuts). Un CD Millorat permet aprofitar aquest espai no utilitzat del disc per a incloure en ell dades addicionals sobre els discos compactes d'àudio.
Les especificacions del format CD Millorat es descriuen en el Llibre Blau (un suplement de 1995 al Llibre Taronja de Philips i Sony de 1988) que va ser pensat com una definició separada per al format de disc multisessió estampada. Pel fet que els discos CD-DA són produïts sota el format del Llibre Vermell (premsant les còpies de l'enregistrament original), no permeten a l'usuari gravar informació addicional. El Llibre Blau, que va anomenar al nou format CD Plus, especifica dues sessions d'enregistrament: la primera sessió (més pròxima al centre del disc) fins per a 99 pistes d'àudio (com especifica el Llibre Vermell) i una pista de dades en la segona sessió (més pròxima a la perifèria del disc) per a qualssevol altres dades incloses (com especifica el Llibre Groc). Aquesta segona pista de dades inclou altres especificacions que presa del Llibre Vermell, com ara formats d'arxiu i una estructura de directoris compatible amb el sistema d'arxius ISO 9660, per a organitzar els diversos tipus de dades.
De la mateixa manera que tots els formats de CD, el "CD Millorat" es basa en les especificacions originals del Llibre Vermell.
El format CD Millorat s'ha dissenyat per a superar els problemes dels CD de manera mixta, en els quals les dades i l'àudio també estan continguts en pistes independents: les dades en la pista 1 i l'àudio en una o més de les següents pistes. Els discos de manera mixta van ser sovint responsables de danys en els altaveus dels sistemes de so en què es volien reproduir: quan el reproductor de CD tractava de llegir les pistes de dades, el resultat era una forta estàtica que espatllava els altaveus. Atès que les dades d'un CD Millorat i les pistes d'àudio es graven en sessions separades, les pistes de dades poden fer-se invisibles per al reproductor de CD, de manera que aquest solament reprodueix les pistes d'àudio.

## Enregistrament
És possible crear CD Millorats en els equips de còmput a partir dels programes d'enregistrament de discos compactes que usualment acompanyen a les gravadores de CD. Els programes que no permeten deixar un disc d'àudio obert impediran obtenir CD Millorats. El procediment pròpiament dit varia d'un programa a un altre i dins del mateix programa d'una versió a una altra, però en termes generals es deu:
1. Iniciar una nova compilació d'àudio.
2. Seleccionar les pistes d'àudio desitjades cuidant que no se superi la durada màxima del CD. Els orígens d'àudio poden incloure arxius comprimits amb pèrdua o sense.
3. En les opcions d'enregistrament assegurar-se de no seleccionar "Finalitzar el disc" i que "Track at Once" estigui seleccionat.
4. Iniciar el procés d'enregistrament sobre un CD gravable.

Una vegada acabat el procediment anterior:
1. Iniciar una nova compilació de dades.
2. Seleccionar totes les dades necessàries en l'organització del disc cuidant que no se superi la capacitat màxima del CD.
3. En les opcions d'enregistrament assegurar-se que "Finalitzar el disc" i "Session at Once" estiguin seleccionats.
4. Iniciar el procés d'enregistrament sobre el mateix CD.

Acabat l'anterior es té un CD Millorat en el qual ja no es podrà realitzar cap procés d'enregistrament addicional.

## Usos
Molts artistes han utilitzat la tecnologia CD Millorat per a incloure en els seus discos (a més de les cançons d'un àlbum) curts de vídeo, entrevistes, perfils d'artistes, lletres de les cançons, animacions, material promocional i fins i tot jocs en discos d'àudio.